# Östra kyrkogården, Malmö
Östra kyrkogården i Malmö är stadens största begravningsplats.
År 1917 avgjordes en arkitekttävling om en ny kyrkogård i Malmö. Det vinnande tävlingsförslaget hette ”Ås” och var inlämnat av arkitekten Sigurd Lewerentz. Han kom under perioden 1917–1969 att svara för alla större nybyggnader och förändringar på kyrkogården. Han ligger också begraven på kyrkogården. Där återfinns även Gustaf Freij, Carl Herslow, Emil Mazetti-Nissen och Sixten Ehrling. 
Det finns fyra kapell, Sankta Birgitta från 1918 som är uppförd i en klassicistisk stil (fungerar idag som ortodox kyrka) samt de modernare tvillingkapellen Sankta Gertrud och Sankt Knut från 1943. Även det mindre Hoppets kapell från samma år finns i denna byggnad. Lewerentz sista byggnad på Östra kyrkogården (och sista över huvud taget) blev den mycket uppmärksammade blomsterkiosken från 1969. Den är uppförd i rå betong och har en enkel radikal form med en långt driven förenkling i nybrutalismens anda, men med en sofistikerad utformning av detaljer. Blomsterkiosken och Östra Kyrkogården lockar arkitekturintresserade besökare från hela världen.
År 1937 förlängdes Malmö stads spårvägars linje 6 fram till Östra kyrkogårdens ingång. Spårvägstrafiken nedlades dock år 1949 och ersattes med bussar.
Östra kyrkogården har numera särskilda områden för katoliker, ortodoxa, judar och muslimer.

## Galleri

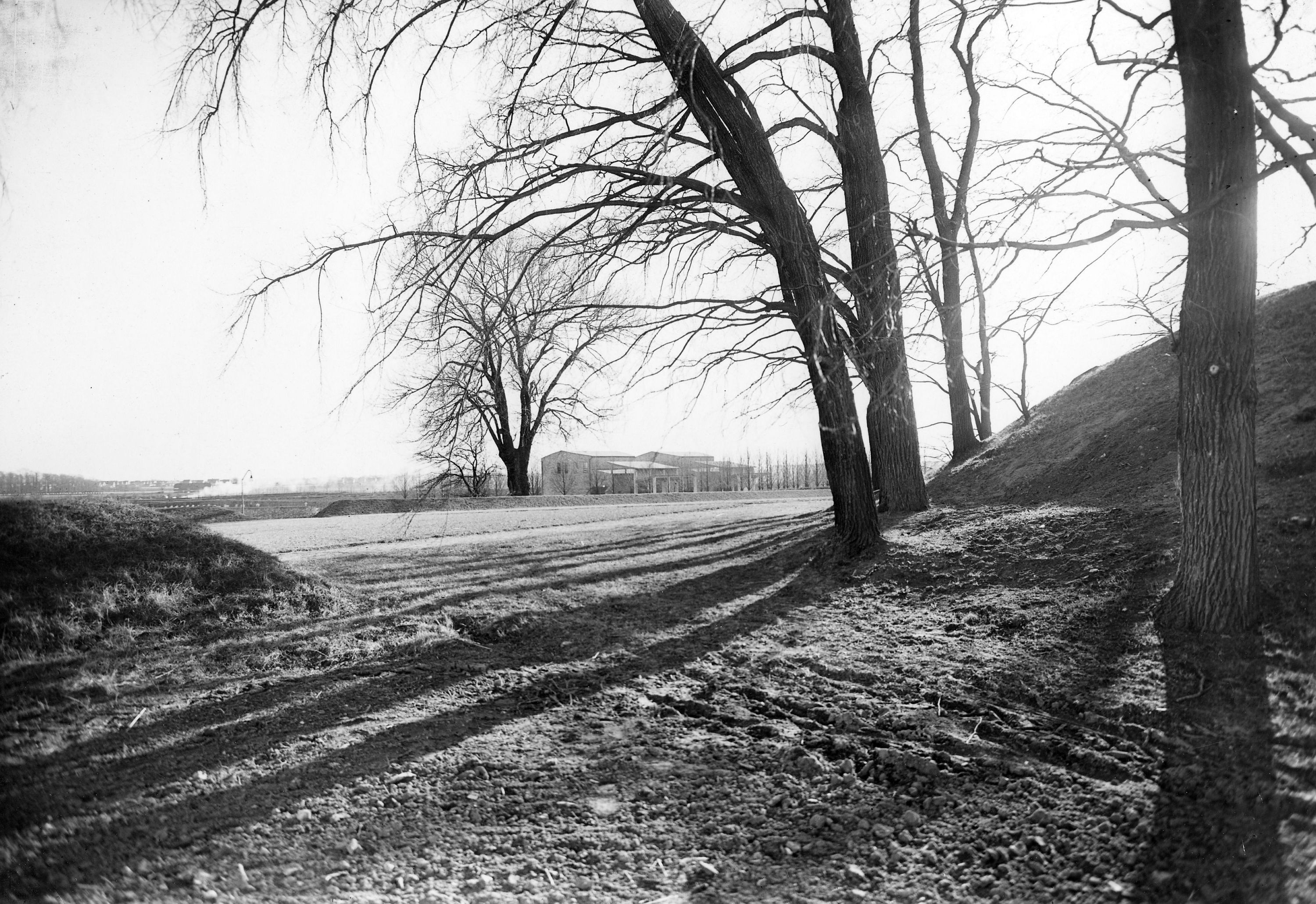
Kapellkrematorium, Sankt Knuts kapell och Sankta Gertruds kapell.
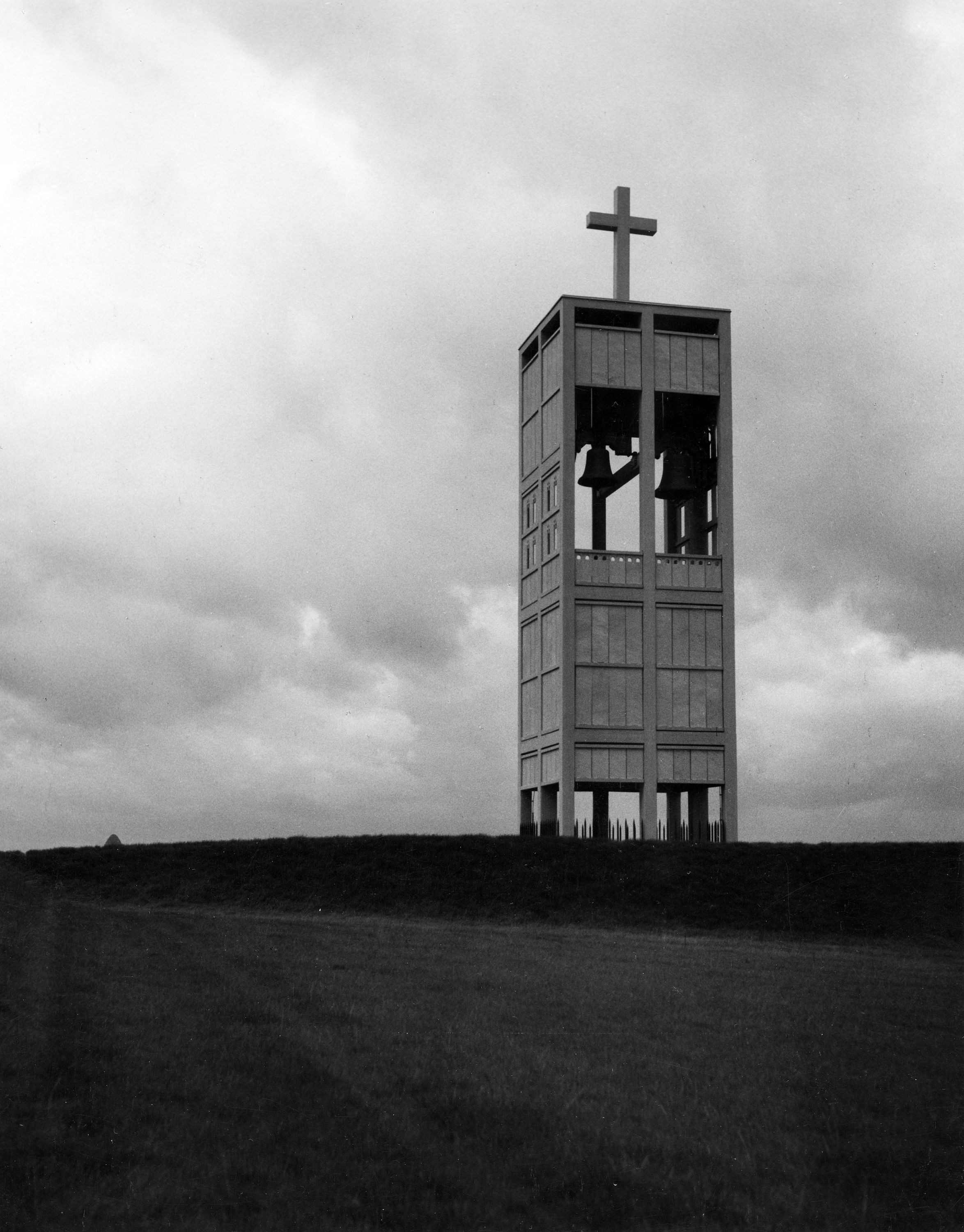
Kapellkrematoriets klockstapel.
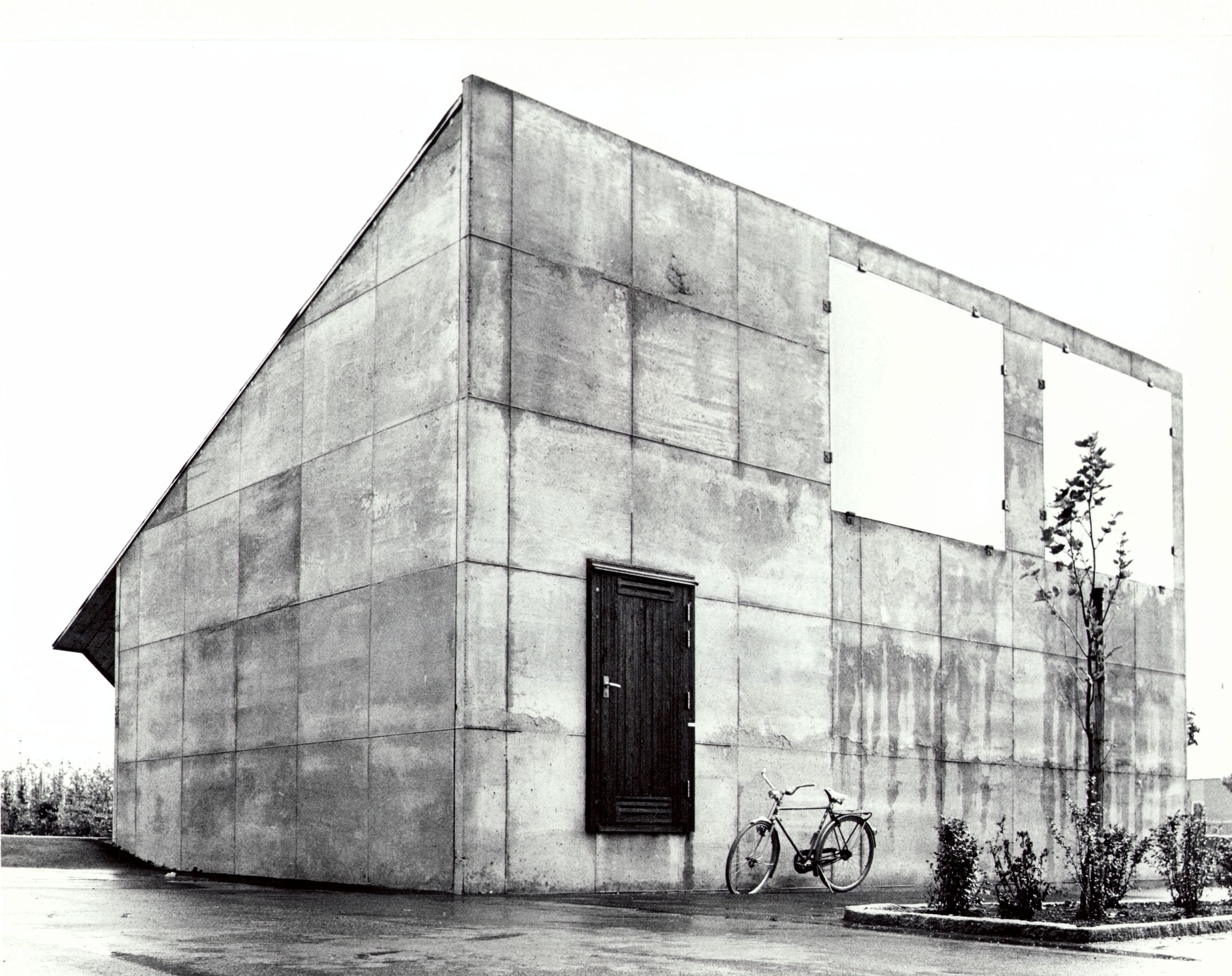
Blomsterkiosken, 1969.
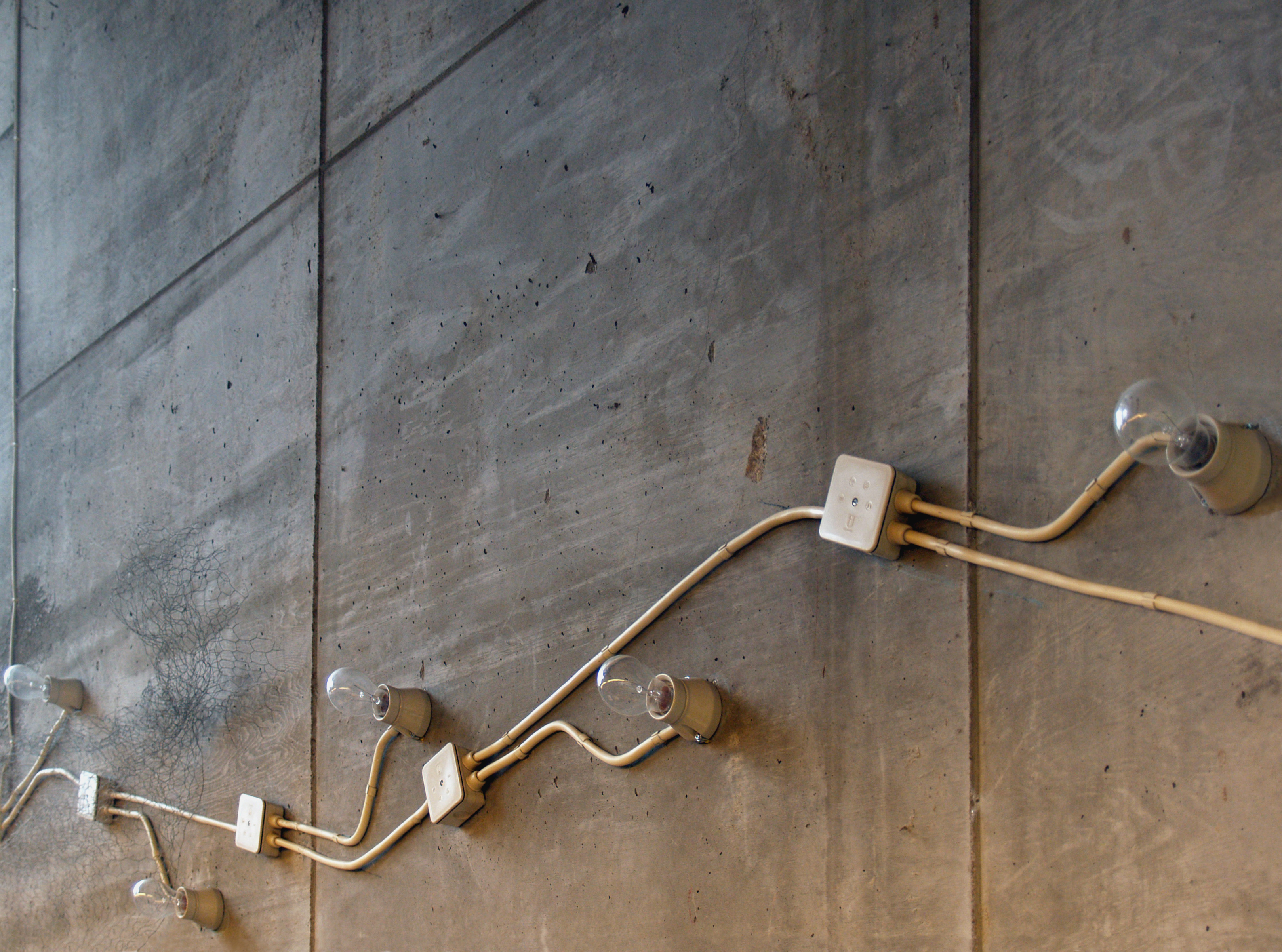
Blomsterkiosken, interiördetalj.
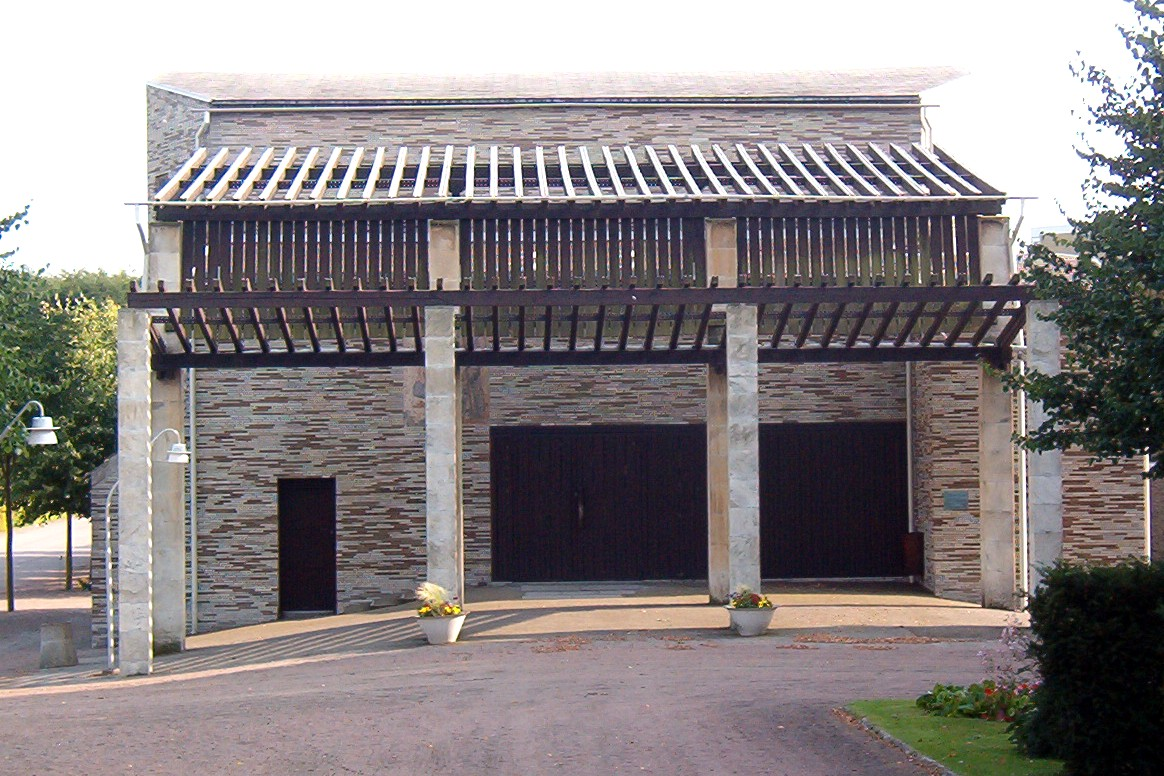
Sankta Gertruds kapell.